# Conflit frontalier sino-soviétique de 1969
Ne doit pas être confondu avec Conflit frontalier sino-russe ou Conflit sino-soviétique (1929).
 (octobre 2023).
Le conflit frontalier sino-soviétique de 1969 est une série d'incidents armés entre l'Union soviétique et la Chine, point culminant de la rupture sino-soviétique des années 1960.
Des combats au sujet d'une île de la rivière Oussouri, l'île Zhenbao (珍宝岛) en chinois et île Damanski (Остров Даманский) en russe, située sur la frontière sino-soviétique, menèrent ces deux États communistes au bord de la guerre nucléaire, avant qu'un accord sur la délimitation de la frontière ne soit trouvé en 1991.
Ce conflit intervint en pleine guerre froide, et en pleine période de l'apogée de la révolution culturelle en Chine, et sous la présidence de Léonid Brejnev en URSS, ce qui explique l'absence d'observateurs étrangers, dont les médias occidentaux. Les rares informations seront communiquées par l'agence soviétique Tass, ainsi que divers services de propagande chinois.
Les Chinois vont aussi à cette occasion continuer de dénoncer les traités "inégaux". L'Empire russe, aux côtés d'autres puissances européennes, signa ces traités, surtout après 1860 (dont le traité d'Aïgoun, en 1858), accaparant le sud de la Sibérie et d'autres zones au nord de la rive de l'Oussouri, territoires considérés par les nationalistes chinois comme faisant partie de la Sinosphère, comme le furent, par exemple, le Vietnam, ou la péninsule coréenne, dans le passé.

## Déroulement

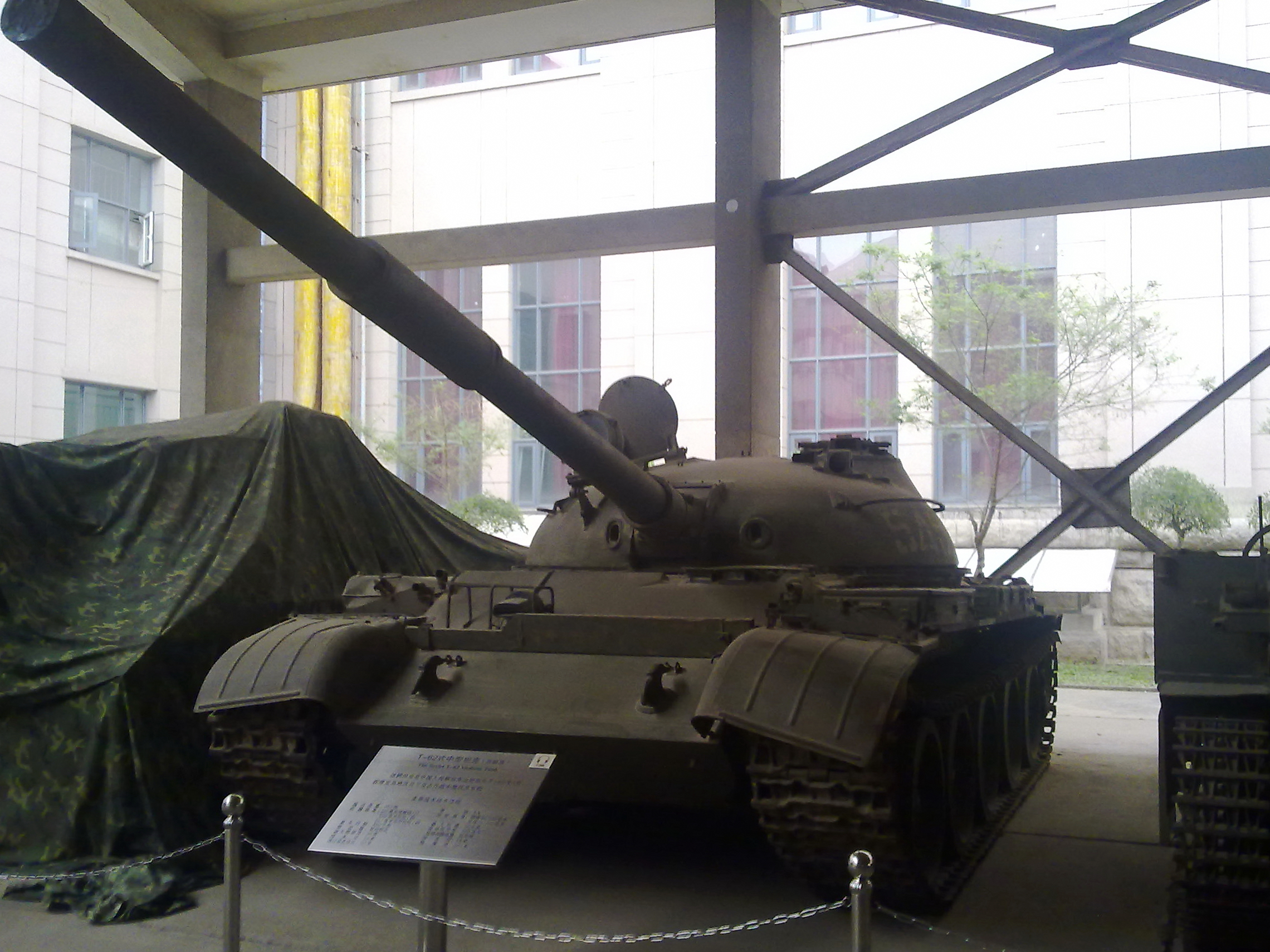
Char T-62 soviétique capturé, exposé au musée militaire de la Révolution du Peuple chinois.

### Déclenchement
Le conflit commence dans la nuit du 1er au 2 mars 1969 lorsqu'un groupe de 300 soldats chinois armés de fusils SKS tend une embuscade à des gardes-frontières soviétiques sur l'île Zhenbao, provoquant la mort de 31 Soviétiques et faisant 14 blessés ; le lieutenant Ivan Strelnikov, sorti pour un pourparler avec les soldats chinois, est tué sans sommation.
Le 14 mars 1969, les Soviétiques envoient quatre chars T-62A (dont c'est la première utilisation au combat) pour contrer l'assaut chinois. Le char no 545 du colonel Leonov est capturé après avoir roulé sur une mine antichar chinoise. Leonov et le reste de l'équipage du T-62A sont tués alors qu'ils tentent de quitter le char immobilisé. Ce jour-là, les Soviétiques, très inférieurs en nombre, doivent battre en retraite sur la rive nord du fleuve après avoir épuisé leurs munitions.
Le 15 mars 1969, l'Armée rouge riposte en bombardant les troupes de l'Armée populaire de libération sur la rive chinoise de l'Oussouri avec des unités de lance-roquettes multiples BM-21 Grad (secrètes à l'époque et dont il s'agit alors de leur baptême du feu) et en prenant d'assaut l'île Zhenbao. La base chinoise étant en majeure partie dévastée par les roquettes des Grad, au soir du 16 mars le calme est revenu sur l'île. À la fin des opérations, l'île Zhenbao reste sous contrôle soviétique.

### Montée des tensions
Les combats cessèrent pendant près de 5 mois, avant de reprendre finalement en août 1969 le long de la frontière sino-soviétique au Xinjiang, notamment à Terekti le 13 août. Les tensions s'accroîtront au point d'évoquer la perspective d'une guerre nucléaire entre la république populaire de Chine et l'Union soviétique.

### Stratégie des États-Unis
Durant le conflit, les États-Unis restent neutres, n'ayant pas d'avis sur un conflit opposant « deux États communistes ». Toutefois, à la suite de ce conflit, Pékin se rapprocha de Washington. Selon Henry Kissinger, alors conseiller à la sécurité du président Nixon, en janvier 1969, le gouvernement soviétique sonda discrètement le nouveau président pour lui soumettre l'éventualité d'une frappe préventive soviétique sur les installations nucléaires chinoises. Nixon refusa, mais prévint les Chinois de la demande soviétique, puis leur proposa, quelques mois plus tard, de recevoir secrètement Kissinger.[réf. nécessaire]

### Conclusion

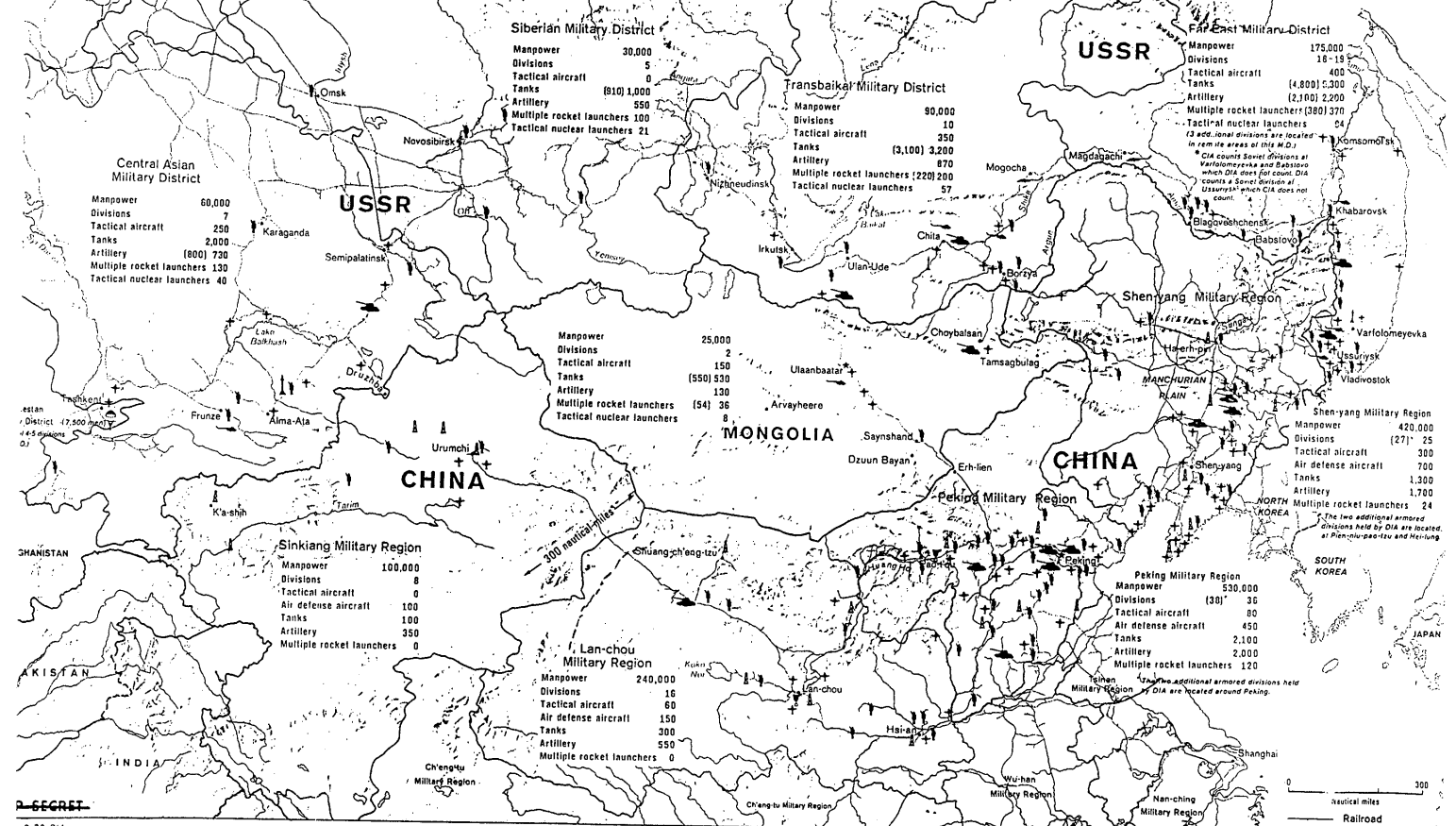
Forces militaires le long de la frontière sino-soviétique selon une National Intelligence Estimate de 1973.

Le conflit s'achève le 11 septembre 1969 par un cessez-le-feu entre les deux puissances communistes.
Lors de ces affrontements frontaliers, l'URSS déclara avoir perdu 60 membres de l'Armée rouge, tandis que de son côté la Chine dénombrait la perte de 100 militaires de l'Armée populaire de libération. En l'absence d'observateurs étrangers, le nombre de 25 000 morts pour les deux parties circulait parmi les militaires des deux pays, indiquant que le conflit fut assez important. Par la suite, des services d'espionnage étrangers, dont la CIA, vont obtenir des informations au compte-gouttes, sur une période assez longue, entre 1969 et 1989, et assez difficilement. De nos jours, la CIA et de nombreux historiens estiment plutôt les victimes des affrontements à 20 000 morts au total.
À l'époque, les Américains étaient en pleine guerre du Viêt Nam, et la Chine en pleine révolution culturelle. Il était donc impensable de voir sur place des journalistes américains ou européens. Les sources proviennent donc de l'armée chinoise et de l'armée soviétique.
En 1991, un traité amorcé par Boris Eltsine établit la souveraineté chinoise sur l'île Zhenbao, et les autorités russes la rendirent à Pékin.